# Sieciowid
Sieciowid – jedna z dwóch pierwszych polskich wyszukiwarek internetowych. 
Powstała w 1996 r. Dostępna była pod adresem: http://sieciowid.pol.pl. Sieciowid został uruchomiony pod skrzydłami nieistniejącego już, popularnego ówczas serwisu Polska OnLine, która zastrzegła w urzędzie patentowym nazwę serwisu. Początkowo serwis oparto na oprogramowaniu Michała Rolskiego, stanowiącym potem bazę wyszukiwarki NEToskop. Po sporach firmy Polska Online z twórcami silnika wyszukiwarki, Sieciowid opierał swoje działanie na darmowym oprogramowaniu Harvest 1.4. napisanym w C++ i Perl z tej też przyczyny miał problemy z wyświetlaniem polskich znaków. Dalsze spory między firmą NetWalker, twórcami oprogramowania wyszukującego a firmą Polska Online dotyczyły nazwy Siecowid.
W wyniku sporów prawnych Sieciowid zakończył swoje działanie w roku 1997.